# Calle de Gabilondo
La calle de Gabilondo es una vía pública de la ciudad española de Valladolid.

## Descripción
La vía, que honra con el nombre a Leto Gabilondo, quien fuera concejal del Ayuntamiento de la ciudad, nace del paseo del Hospital Militar y discurre hasta la calle de Domingo Martínez, donde conecta con la avenida de Irún. Aparece descrita en Las calles de Valladolid de Juan Agapito y Revilla con las siguientes palabras:

Don Leto Gabilondo fué un concejal del Ayuntamiento de Valladolid, el cual trabajó mucho por la parroquia y barrio de San Ilefonso en la última década del siglo XIX. Se regularizaron las calles de la barriada próxima a la estación del Campo de Béjar, y como estaban cercanos a una de ellas los «Talleres Gabilondo», fundición de la familia de Don Leto, y aun la casa que habitaba, con entrada por el paseo de Zorrilla, se dió a la calle el apellido del celoso regidor, persona afable y simpática.
(Agapito y Revilla, 1937, p. 193)